# Pistillaria
Pistillarialà một chi nấm trong bộ Agaricales. Chi này phân bố phổ biến ở các khu vực phía bắc ôn hòa, và có about 50 loài.